# Jozef Vergote
Jozef Antoon Leo Maria Vergote (Gent, 16 maart 1910 – Heverlee, 8 januari 1992) was een Belgisch egyptoloog en koptoloog.

## Biografie
In 1932 studeerde Jozef Vergote af in de klassieke filologie en oriëntaalse talen aan de Katholieke Universiteit Leuven. In de jaren daarop zette hij zijn studie voort in Parijs en Berlijn, waar hij studeerde onder de bekende egyptologen Kurt Heinrich Sethe, Hermann Grapow en Rudolph Anthes. Vanaf 1938 doceerde hij naast Grieks en papyrologie ook Oudegyptisch en Koptisch aan de Leuvense universiteit.

## Publicaties
Enkele van zijn belangrijkste wetenschappelijke publicaties zijn:
- Papyrologisch handboek, 1942.
- Joseph en Egypte. Genèse, chap. 37-50. À la lumière des études égyptologiques récentes, 1959.
- Toutankhamon dans les archives hittites, 1961.
- Grammaire copte, 1973-1983.
- De Egyptenaren en hun godsdienst, 1974/1978.